# باد ویمپن
شهر باد ویمپن در ایالت بادن-وورتمبرگ در کشور آلمان واقع شده است.

## نگارخانه

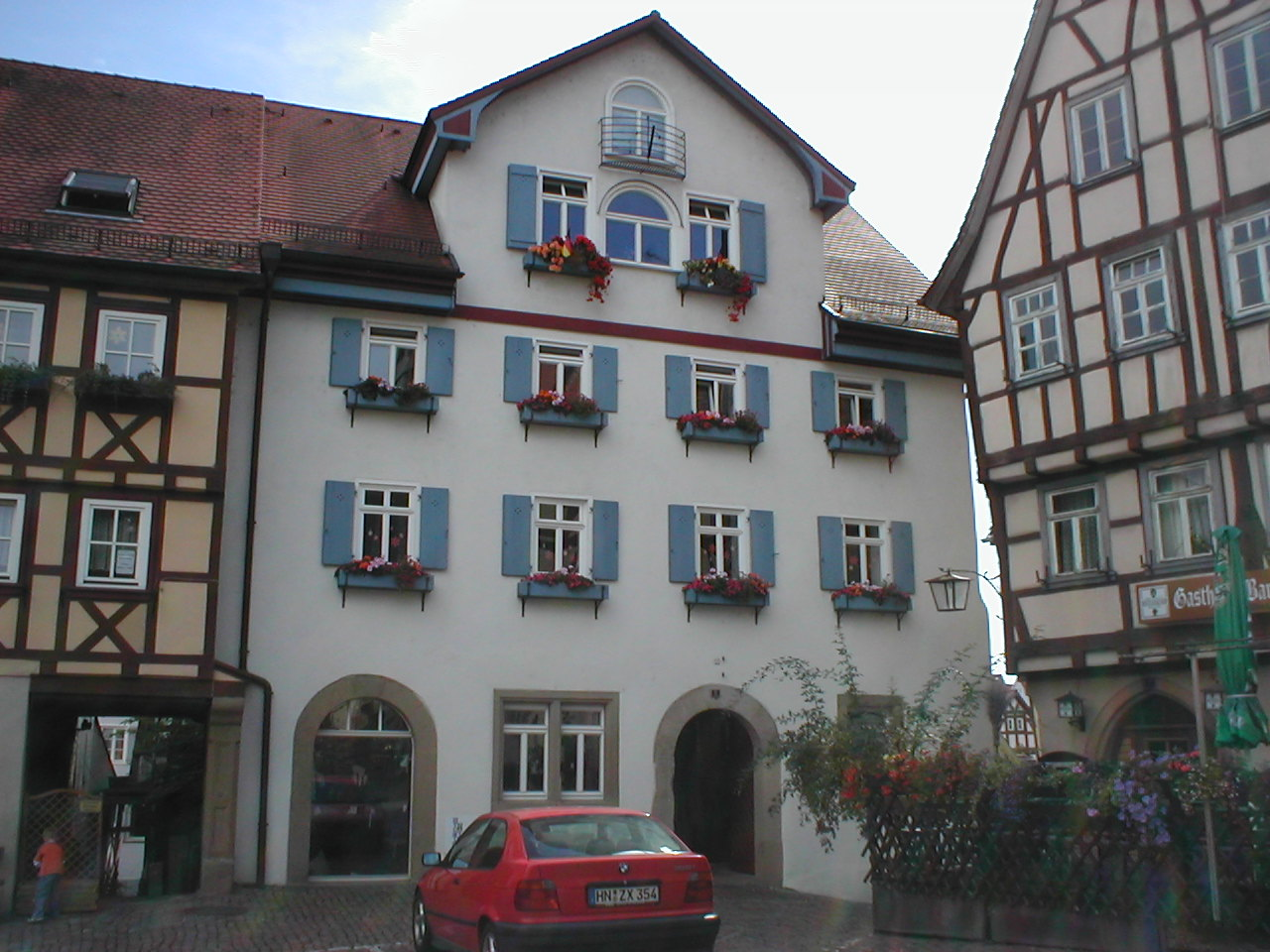
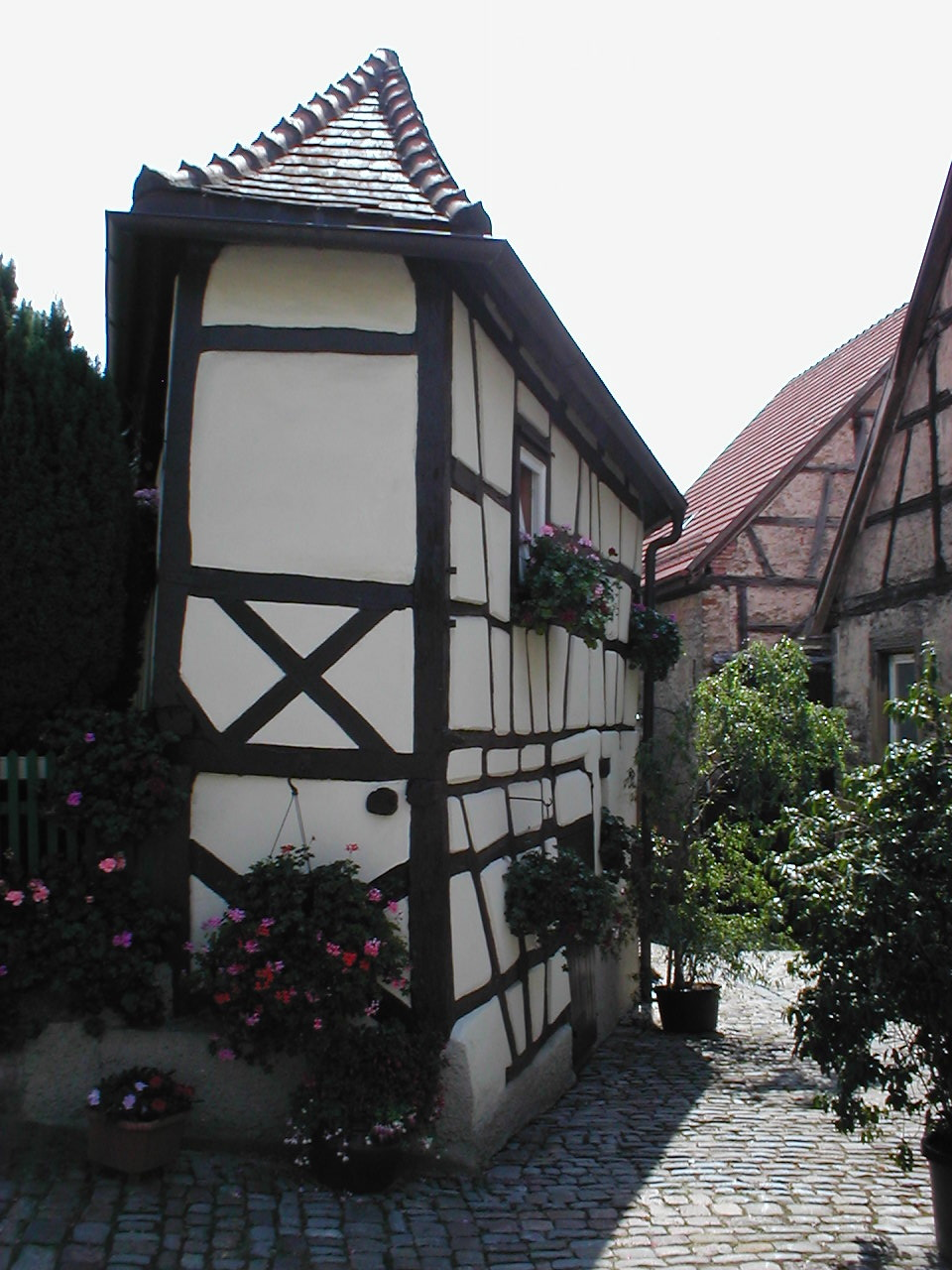
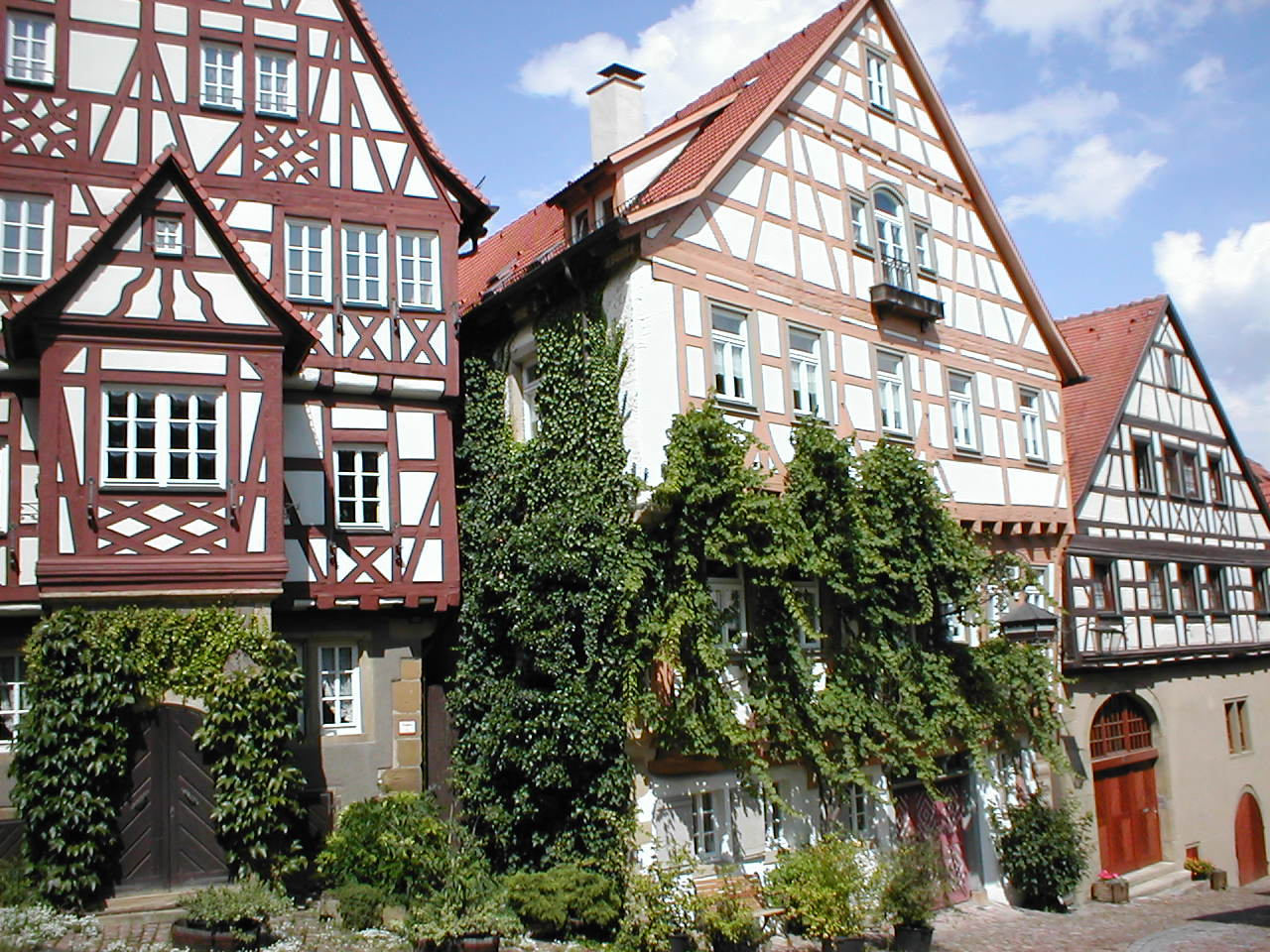
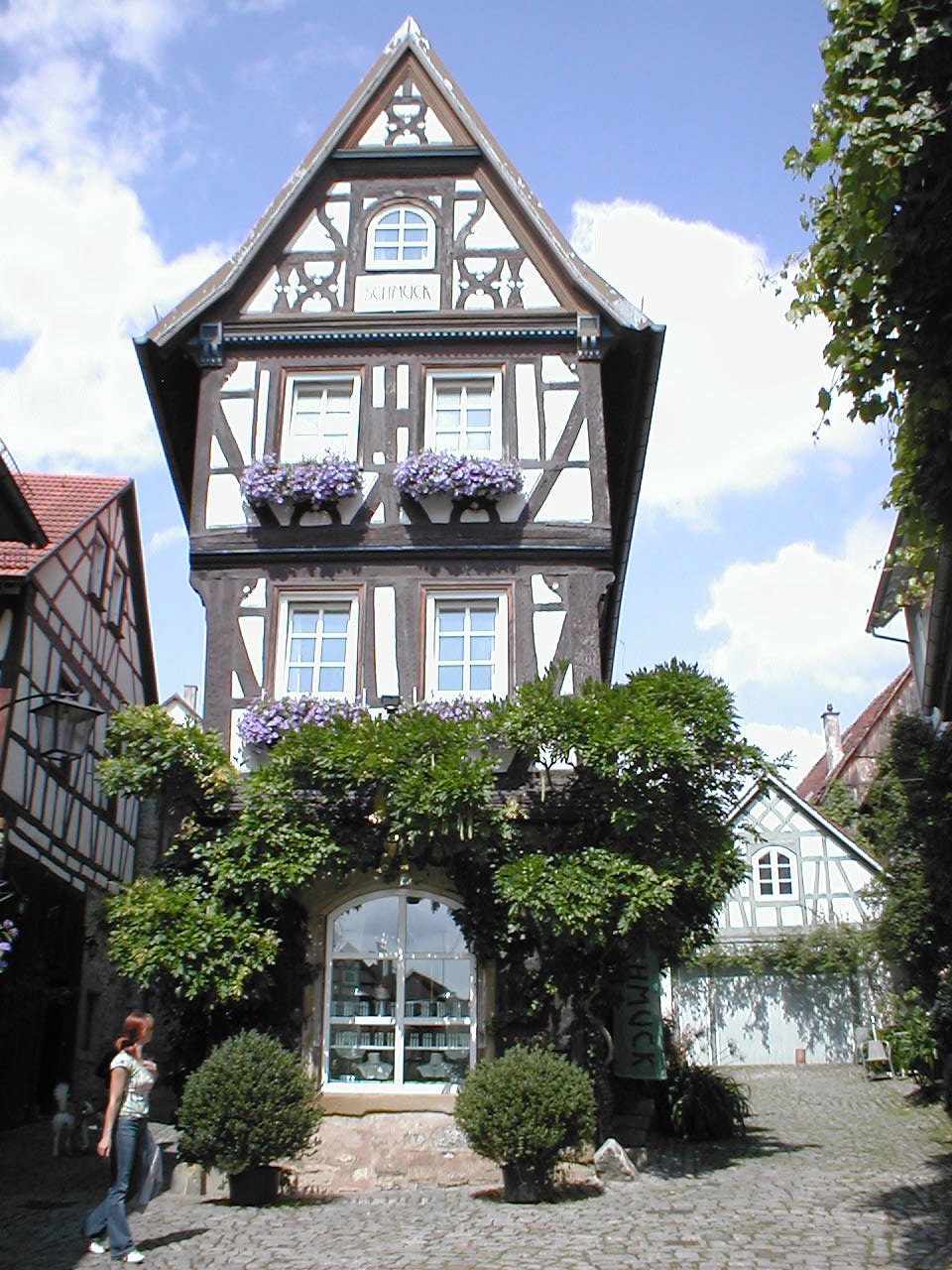